# Pico Bolívar
O Pico Bolívar é um pico que constitui o ponto mais alto da Venezuela. Situado na Cordilheira de Mérida, parte da Cordilheira dos Andes, tem 4981 metros de altitude, 3961 m de proeminência e 261,74 km de isolamento topográfico.
Recebe o seu nome como homenagem ao libertador venezuelano Simón Bolívar. No cume localiza-se um dos três glaciares existentes na Venezuela (há outro maior no Pico Humboldt) pelo que está coberto de neves perpétuas.

## Altitude
Em 2002, os geocientistas Diego Deiros  e Carlos Rodriguez, da Universidade Simon Bolívar e José Napoleão Hernandez, do Instituto de Geografia da Venezuela fizeram a medição da altitude do Pico a obtenção de um resultado de 4978,4 ±0,4 metros.  Para medições de DGPS, uma rede geodésica, que consiste dos vértices foi projetado: Pico Bolívar, El Toro, Piedras Blancas, Mucuñuque e Observatory, este último pertencente à rede geocêntrica venezuelana, a REGVEN. Eles são empregados em simultâneo cinco (5) receptores GPS de dupla frequência; medições foram temporariamente prolongado e contínuo para alcançar maior volume de dados ao longo do tempo, para tornar a informação mais consistente e confiável. 